# Екстернське каміння
Екстернське каміння або Екстернштайн — група скель в Тевтобурзькому лісі поблизу Хорн-Бад-Майнберга, в районі Ліппе, в Північному Рейні-Вестфалії.

## Загальна інформація

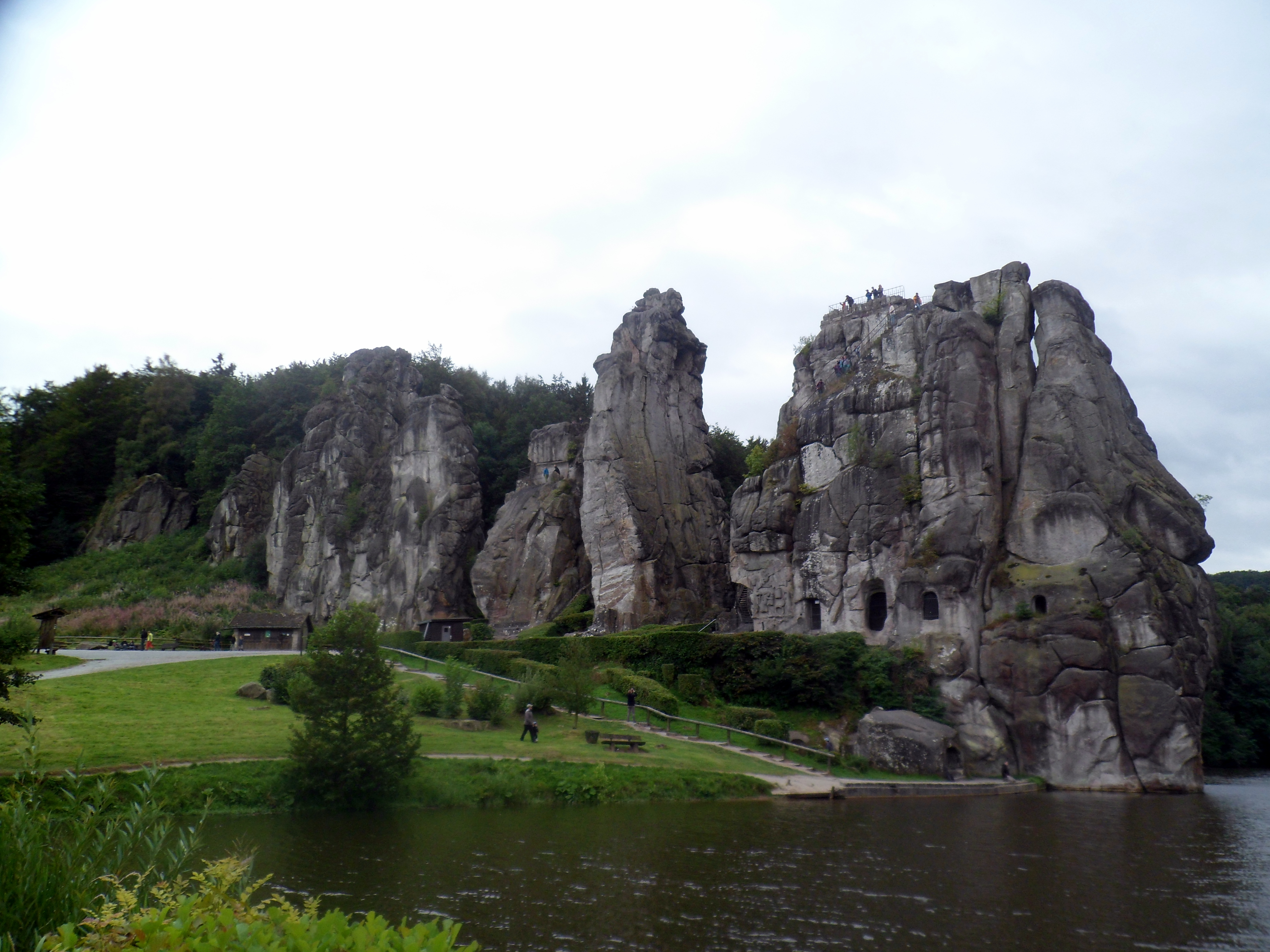
Сучасний вигляд скель, 2014 рік

Екстернське каміння — це комплекс чотирьох скель, які щільно прилягають одна до одної і відносяться до великої групи скель середнього гірського хребта Тевтобургського Лісу. Вони простягаються на 1,5 кілометра на південний захід від міста Горн/Ліппе, що знаходиться в долині маленького потічка Вімбеке. Ці скелі складаються з піщаного каменю. Цей піщаний камінь виник 130–100 мільйонів років тому через геологічні залягання в ранньому крейдовому періоді, а тектонічні рухи в пізньому крейдовому періоді звели ці скелі майже у вертикальне положення. Водяна ерозія Вімбеке вивела каміння на поверхню. Химеристий вигляд скель постав через кліматичні і фізично-механічні впливи льодовикового періоду, коли через вже вертикальне каміння прорізався лід. Перманентне формування вигляду каміння і надалі здійснюють повітряна і водяна ерозії. Поруч з природними впливами Екстернське каміння зазнало змін й завдяки роботам бо видобутку каменю у Середніх Віках. В численних прогалинах скель утворювався достатній шар гумусу, в якому розвинулася густа вегетація. Сучасна форма скель збереглася завдяки регулярному викорчовуванню цієї рослинності. Між скелями і потічком Вімбеке пролягав середньовічний торговельний шлях.

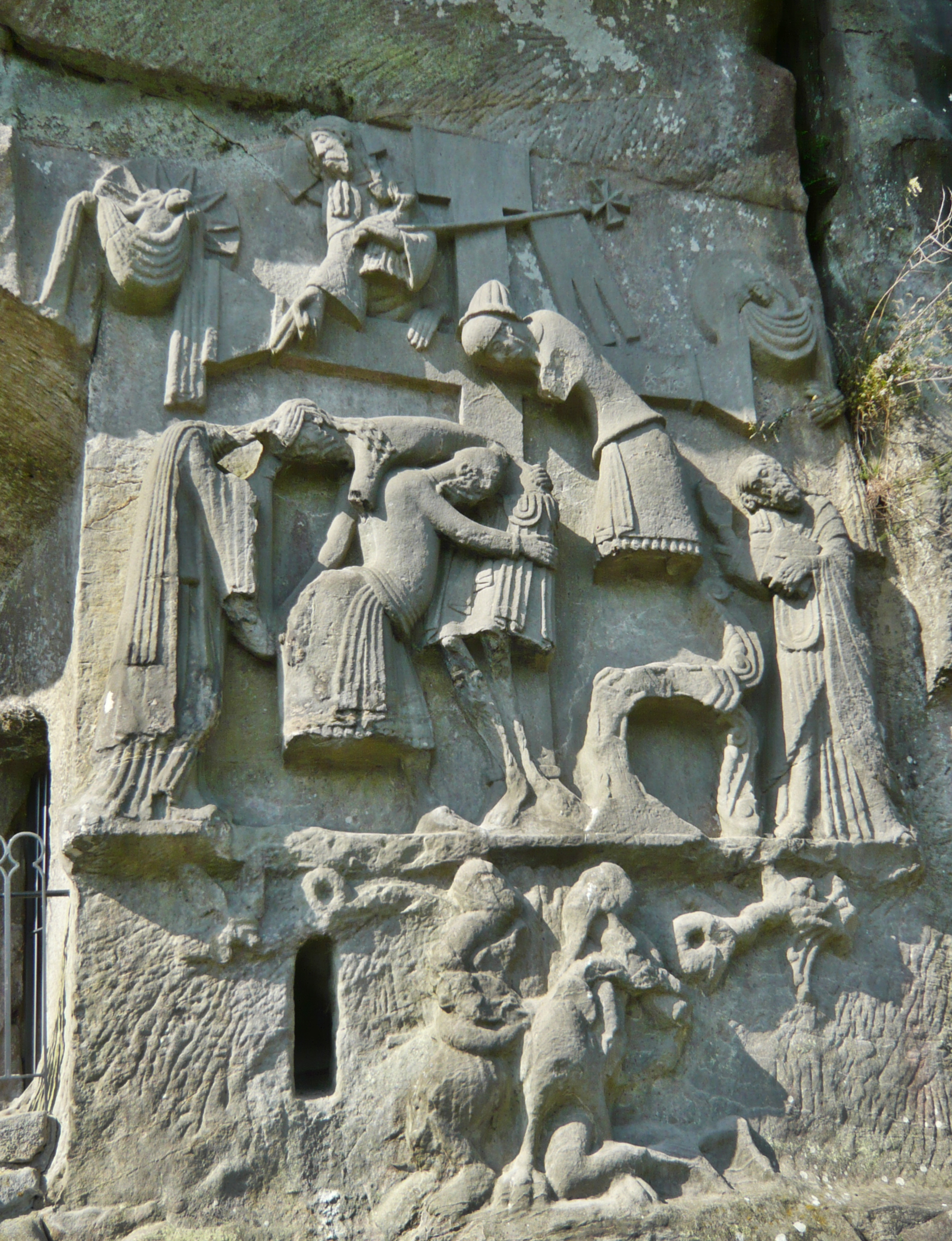
Рельєф «Зняття з хреста»

Коли у XIX столітті відкрили туристичну дорогу до цих скель, її перебудували як частину шляху від Аахену до Кьоніґсберґу. В 1838 році з потічка Вімбеке утворили невелике водоймище. На першій скелі, яка є найзахіднішою і найбільшою в комплексі, висічений відомий рельєф, який зображує зняття Ісуса Христа з хреста. Рельєф датують 9 або 12 століттям. На східній скелі знаходиться рельєф апостола Петра. На горі скелі розташований майданчик, до якого можна потрапити висіченими сходами. В нижній частині скель пролягає система гротів, які з'єднані між собою і в які можна заходити. Також є ще один маленький грот, який сьогодні більше недосяжний.
В найбільшій печері знаходиться неповний надпис релігійного змісту, датований 1115 роком, який сьогодні неможливо однозначно інтерпретувати.
Північніше першої скелі розташована так званий «кам'яний могильник». Він має майже кубічну форму і в одній з його стін висічена напівкругла дугоподібна ніша. На підлозі цієї ніші знаходиться висічений обрис у формі людського тіла.

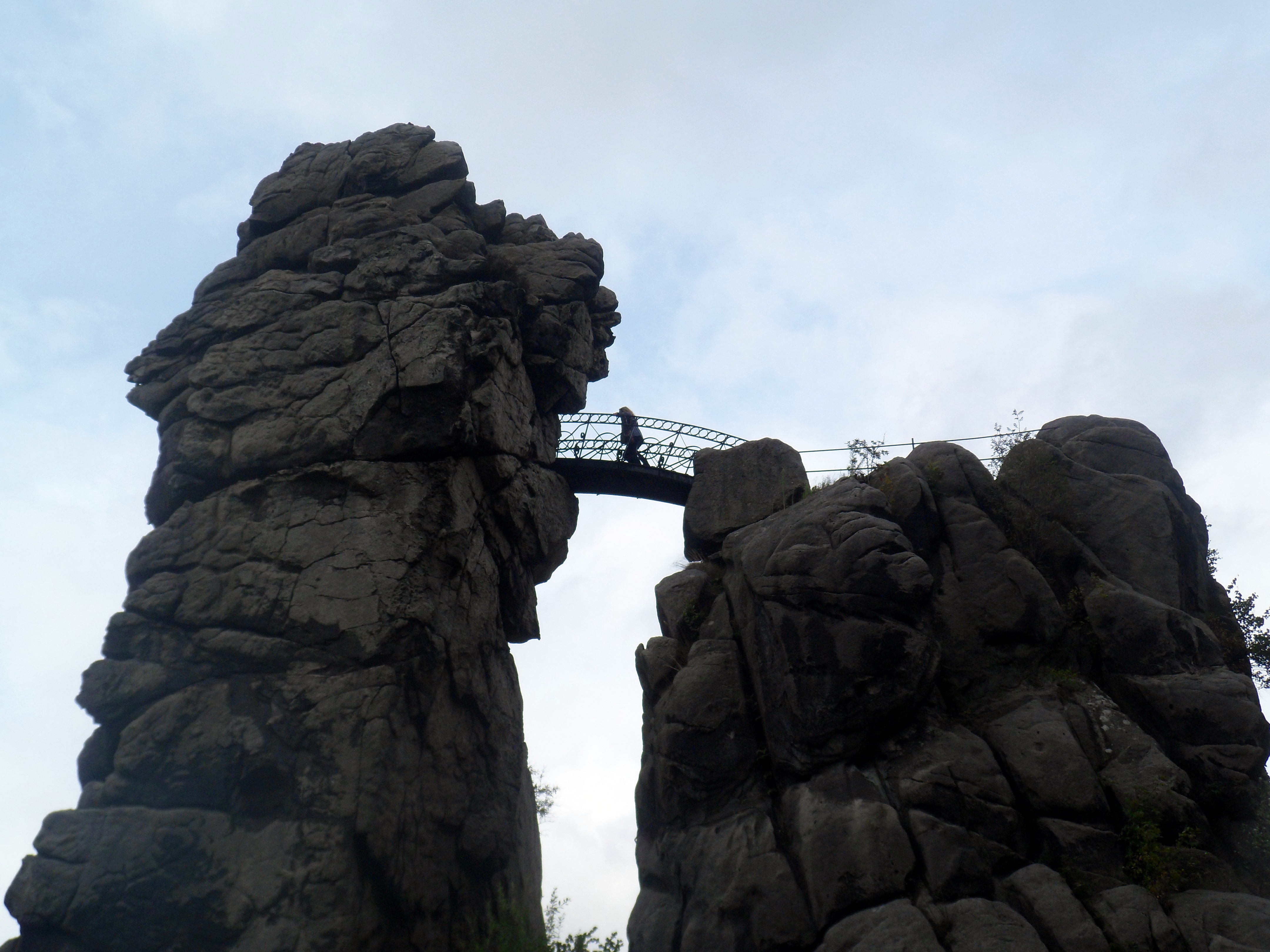
Міст, що поєднує другу і третю скелі.

Друга скеля є високою та тонкою. У науковій літературі вона фігурує як «скеля-вежа». В її верхній частині знаходиться напіввідкрите приміщення, навколо якого спалахнула жвава наукова дискусія. Цьому приміщенню приписують астрономічне значення в дохристиянські часи чи сакральне значення в християнські часи. До другої скелі не ведуть жодні сходи. На неї можна зайти мостом через сусідню скелю. Антропогенні зміни в скелях важко точно датувати, проте існуючі докази свідчать про те, що в дохристиянські часи вони виконували функцію особливого святого місця.
Незвичайний вигляд скель, що формувався як людськими руками, так і природними впливами, призвели до численних наукових інтерпретацій в минулих століттях.

## Архітектонічні та археологічні характеристики
Екстернське каміння налічує чотири основні скелі, які розділені сімома щілинами і налічують всього вісім верхівок. Цей комплекс розташований на ділянці, вільній від іншого каміння, і досягає максимальної висоти 47,7 метрів та простягається умовною смугою на декілька сотень метрів. Головне плато, яке знаходиться на найвищій скелі, було створене людською працею. Його площа складає 9 х 5 метрів. Тут знаходиться оглядовий майданчик. Три метри нижче від основного плато знаходиться тераса, площа якої складає 7 х 4 метри. На західній стороні скель розташоване маленьке плато площею 6,35 х 3 метри. На південній стороні скель знаходиться так зване «плато між скелями». Якщо перші три плато мають спланований кшталт, то плато між скелями має менш виражену, нерівномірну природну форму. Його довжина та ширина становлять 5 та 4 метри відповідно. До плато можна дійти по висічених в каміннях чи дерев'яних сходинках.

### Система гротів
- Ніша св. Петра
- Грот з куполом
- Подвійний грот (головний і другорядний)

Ніша св. Петра вибита в північно-східній стіні найбільшої скелі. Ніша має форму півкола і вважається оригінальною структурою в скелі, створеною архітектором. Її довжина складає 2,85 метрів. На стіні ніші вирізаний рельєф Петра. Апостол зображений при вході в глибину печери і з ключем в руці.
Грот з куполом — це найзагадковіша частина комплексу. Вона поєднана з головним гротом нерівним природним коридором. Стеля вигнута у формі купола еліптичної форми. Довжина приміщення 2,8 метрів. В ніші відсутні як символи та написи, так і сліди того, що там могли мешкати люди чи виконувати релігійні ритуали.  
Подвійний грот. Якщо цю систему гротів розглядати з середини, то увагу привертають гармонійні пропорції, рівномірна вигнутість стелі, рівна підлога та два джерела світла, що рівномірно освітлюють головний і додатковий гроти. Це приміщення вирізняється святковістю, хоча в ньому відсутні декорації, а лише прагматичні структури. 

## Туристична ціль

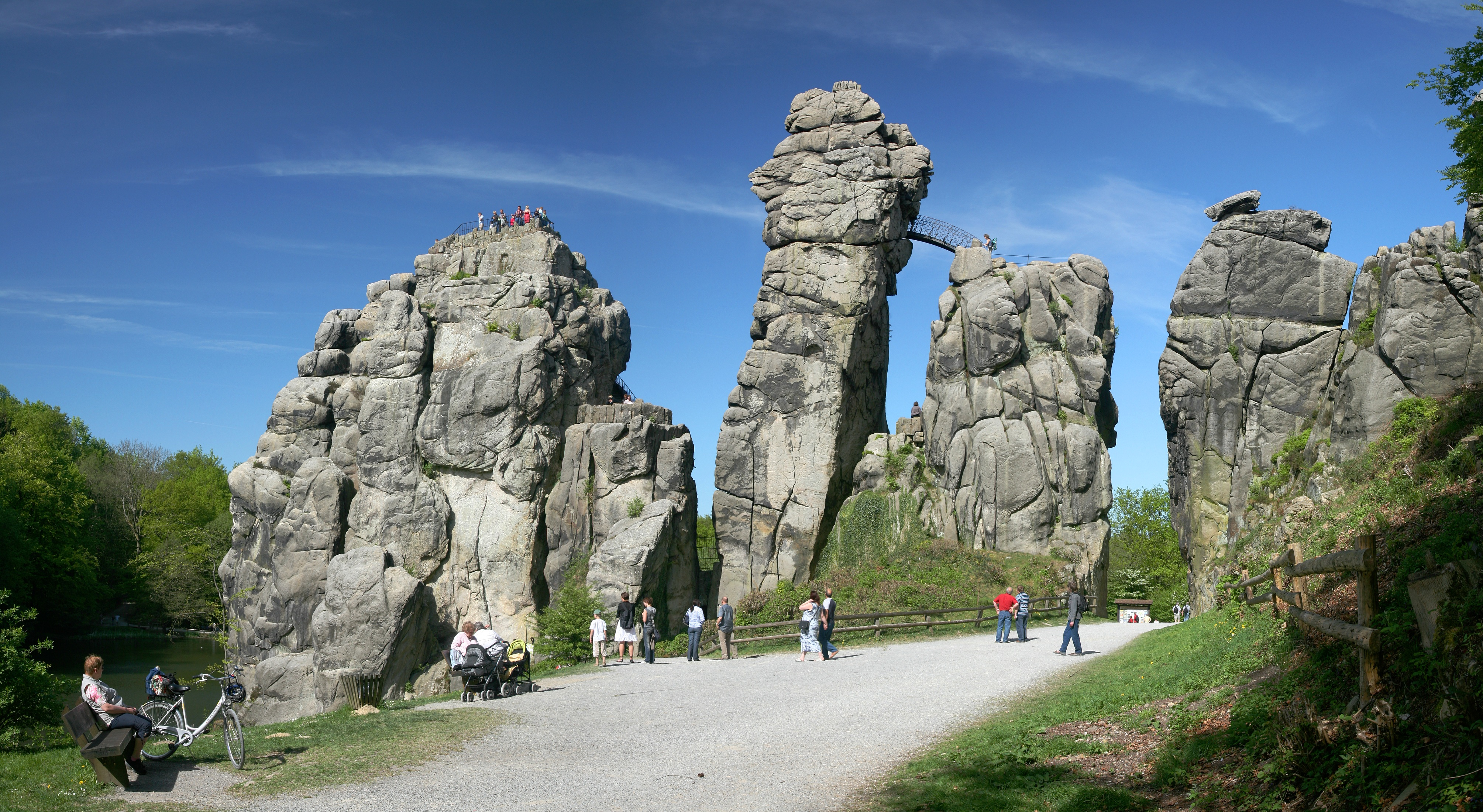
Вид з південно-західного боку

Екстернське каміння вважається одним з найвідоміших пам'ятників природи та культури Німеччини. Рельєф, що зображує зняття Ісуса з хреста, має міжнародне значення. Як туристична ціль пам'ятник став відомим вже в 20-х роках ХХ століття.
У 2011 році біля Екстернського каміння був відкритий інформаційний центр, в якому можна отримати останні відомості про культурне, археологічне та природне значення цього визначного місця.  
До скель можна доїхати на автобусі, машині чи дійти пішки — дорога від міста Детмольд триває приблизно дві години. Скелі можна оглядати самому або взяти до уваги організовані групові екскурсії.  
Екстернське каміння є природним заповідником. 